# InPhase Technologies
InPhase Technologies est une société américaine spécialisée dans l'ingénierie des supports informatiques comme la mémoire holographique.
En 2018, l'entreprise a créé un produit de stockage de données holographiques d'une capacité de 300 Go.